# Балісонг

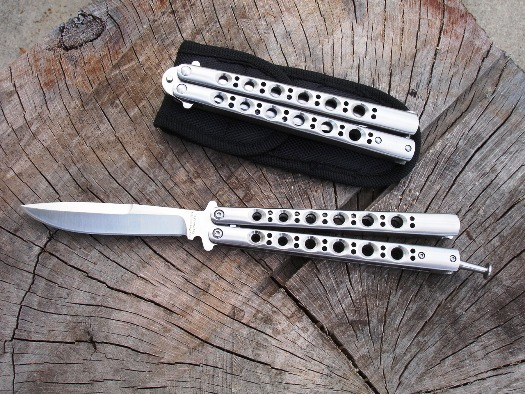
Балісонг у складеному та відкритому положенні.

Балісонг (таг. Balisong), також відомий як ніж-метелик — складаний ніж, в якому клинок у складеному положенні схований у руків'ї, розділеному вздовж на дві частини. Кожна з частин руків'я шарнірно з'єднана з хвостовиком ножа та має пази, в котрі клинок ховається. При відкриванні дві рукоятки роблять оберт на 180 градусів у протилежні напрями щодо клинка та з'єднуючись, утворюють одну рукоять.
Майстерність маніпулювання з балісонгом називається фліпінг (від англ. flipping — «обертання», «крутіння»).

## Історія
Популярність ножі-метелики отримали після другої світової війни завдяки американським солдатам, які привозили незвичайні ножі з Філіппін як сувеніри. Саме Філіппіни вважаються батьківщиною цього ножа, але походження його конструкції достовірно невідоме. Існують дві версії — філіппінська та західна.
Філіппінська версія. Слово балісонг в перекладі з тагальської мови означає зламаний ріг, походження цієї назви пов'язують з тим, що для виготовлення рукояток використовувалися роги худоби, зокрема водяного буйвола. За твердженням місцевих жителів, балісонг був відомий на Філіппінах з VIII століття. Згідно з місцевими переказами, ніж передавався у спадок від батька до сина і був сакральною зброєю — в розкритому вигляді його три кінці символізували три космічні начала — небо, землю і воду. Існує багато легенд про подвиги воїнів, озброєних балісонгом. За однією з них воїн в бою вразив своїм балісонгом 29 ворогів. У переказах деяких бойових мистецтв Філіппін, перш за все, системи Ескріма вважається, що балісонг винайдений саме на Філіппінах. Однак немає жодних документальних підтверджень древньої історії балісонга. Швидше за все в філіппінських легендах і переказах йдеться про зовсім інші ножі. Малоймовірно, що у VIII столітті стародавніми філіппінцями могла бути освоєна технологія виготовлення балісонга в його класичному вигляді з використанням шарнірного з'єднання.
Західна версія. Згідно з іншою версією, ніж був завезений на Філіппіни з Європи через Іспанію, тобто десь між висадкою на Філіппінах Фернана Магеллана у 1521 році і Філіппінською революцією у 1896—1898 роках, і його конструкція була взята за основу місцевими майстрами. На відміну від філіппінської, західна версія має документальні підтвердження. У середньовіччі французькі корабельні майстри при будівництві і ремонті кораблів використовували спеціальний вимірювальний інструмент — «п'є-де-ру», що отримав свою назву від старовинної французької міри довжини — «королівський фут» (pied-du-rou). З метою компактності його часто виготовляли у вигляді складної лінійки з двох половинок. У музеї «Musée de la Coutellerie», що розташований у муніципалітеті Тьєр, зберігається старовинна книга «Le Perret», видана в 1710 році. Згідно з цією книгою, наприкінці XVII — початку XVIII століття існували комбіновані вимірювальні інструменти п'є-де-ру, суміщені з ножем. У книзі наведено й відповідний малюнок.

Найпростіший спосіб відкривання/закривання

Тим не менш поширився балісонг саме з Філіппін. Достовірно відомо, що масове виробництво цих ножів було організовано Перфект де Ліоном у місті Батангас у 1905 році. Спочатку метелики виготовлялися із залізних відходів, автомобільних ресор, обойм шарикопідшипників або сталевих напилків. Найстаріший балісонг філіппінського походження, відомий за фотографією, був виготовлений в 1910 році.
Пік популярності ножів-метеликів у США припав на 70-80 роки XX століття, у зв'язку зі зростанням інтересу до східних бойових мистецтв. Звідти вони поширилися в Європу і СРСР. Ефектне відкривання балісонга активно використовувалося в кінематографі, причому ніж виступав як атрибут криміналітету. Згодом балісонги з екрану перекочували на вулиці і сформувалася стійка асоціація ножа-метелика з організованою злочинністю.

## Конструкція

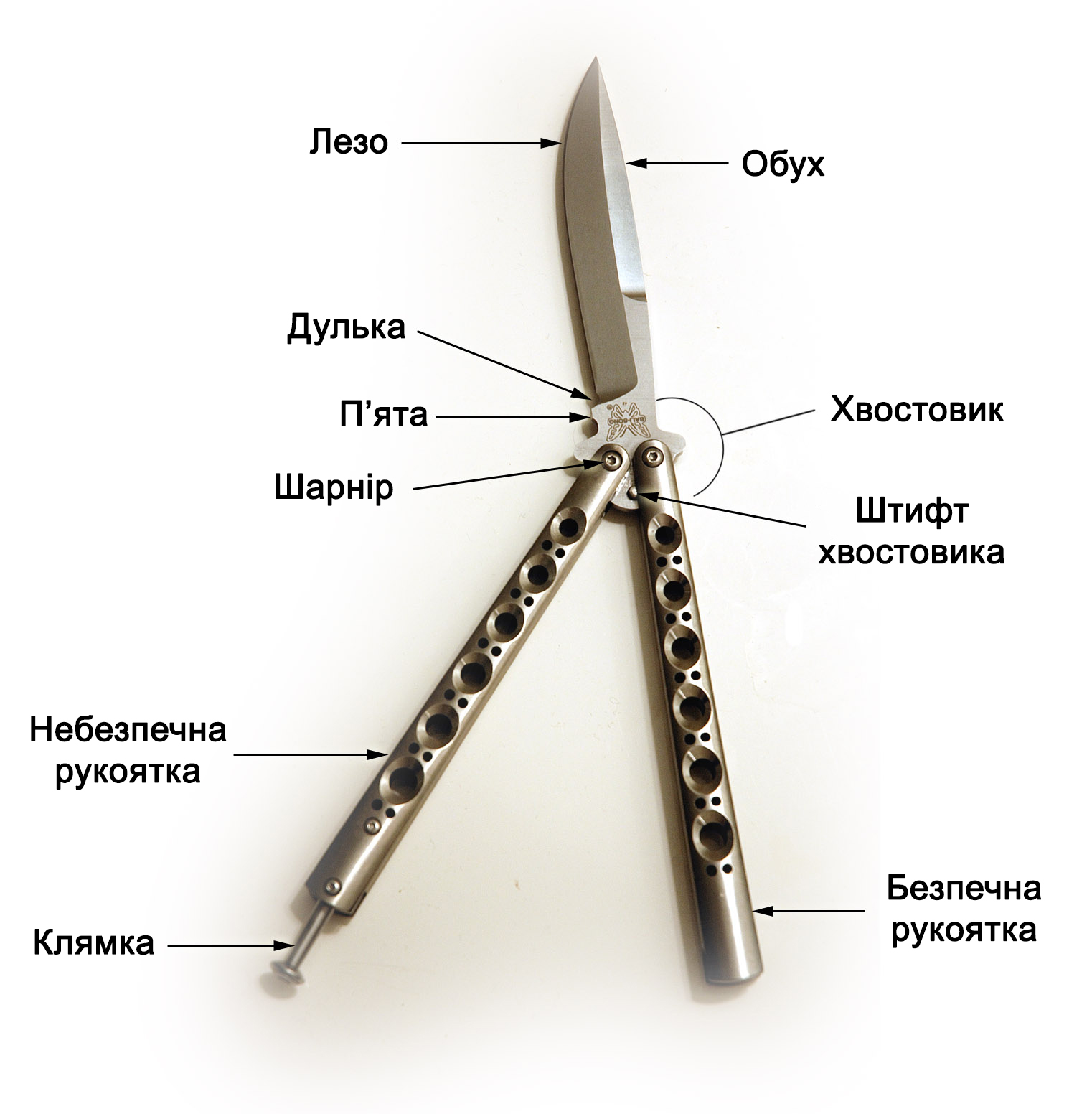
Складові частини ножа

Конструкція балісонга проста, у класичному варіанті ніж складається всього з восьми частин:
- Клинок — робоча (бойова) частина з лезом на одній стороні.
- Небезпечна рукоятка — рукоятка, яка закриває лезо.
- Безпечна рукоятка — рукоятка, яка закриває обух.
- Штифт хвостовика — штифт посередині хвостовика, який затискається рукоятками у відкритому положенні.
- Клямка — фіксує руків'я, прикріплена до небезпечної рукоятки.
- Три заклепки — прикріплюють рукоятки до хвостовика і клямку до рукоятки.

Для надійного відкривання ніж має бути збалансований, тому деякі виробники вставляють підшипники в шарнірні вузли для кращого обертання рукояток, це дає можливість зменшити їхню масу. Деякі моделі обладнані кліпсами для більшою зручності носіння.
Така конструкція стійка до забруднень та дозволяє використовувати практично будь-які форми клинків. Серед мінусів конструкції можна виділити те, що на більшості моделей рукоятки частково або повністю виготовлені з металу, тому використання ножа в холодних кліматичних умовах може бути незручним.

## Правовий статус
Через стереотип що ніж-метелик є небезпечною холодною зброєю, яку використовують злочинці, законодавці багатьох країн частково або повністю заборонили обіг таких ножів. Хоча насправді, балісонг не є небезпечнішим від звичайного складаного ножа і не має виняткових властивостей для завдання тяжких тілесних ушкоджень.

### Україна
Законодавство України не встановлює спеціальних обмежень для ножів типу балісонг. Згідно з чинним законодавством, балісонги не є холодною зброєю якщо вони не підпадають під загальні техніко-криміналістичні вимоги до холодної зброї, згідно з Методикою криміналістичного дослідження холодної зброї. Носіння, зберігання, придбання, передача та збут таких ножів не забороняється.

### Європа
В Росії, згідно з федеральним законом «Об оружии», заборонений вільний обіг ножів, які відкриваються за рахунок сили тяжіння або прискореного руху і автоматично фіксуються, при довжині клинка понад 90 мм. Аналогічні правила діють у Білорусі. У Литві балісонги не відносяться до холодної зброї, якщо клинок коротший, ніж 8,5 см. Жодних обмежень немає в таких країнах як Австрія, Польща, Чехія, Фінляндія. Існують обмеження на носіння ножа в громадських місцях у Великій Британії, Норвегії, Франції, Швеції. Абсолютна заборона діє у Данії, Нідерландах, Німеччині, Швейцарії.

### США
Законодавство щодо обігу ножів-метеликів відрізняється в межах окремих штатів. У більшості з них зберігання не заборонено, але обмежено носіння. Причому законодавство окремих штатів може сильно відрізнятися від інших. Наприклад у штаті Каліфорнія заборонено будь-яке носіння, у Огайо, Орегоні, Юті дозволено тільки відкрите носіння, у деяких (Вашингтон, Гаваї, Колорадо) заборонено навіть зберігати такі ножі, а у інших (Аризона, Канзас, Кентукі, Техас, Флорида) навпаки немає ніяких обмежень.